# Dorothea Susanne von der Pfalz
Dorothea Susanna von der Pfalz (* 15. November 1544 in Simmern; † 8. April 1592 in Weimar) war eine Prinzessin von der Pfalz und durch Heirat Herzogin von Sachsen-Weimar.

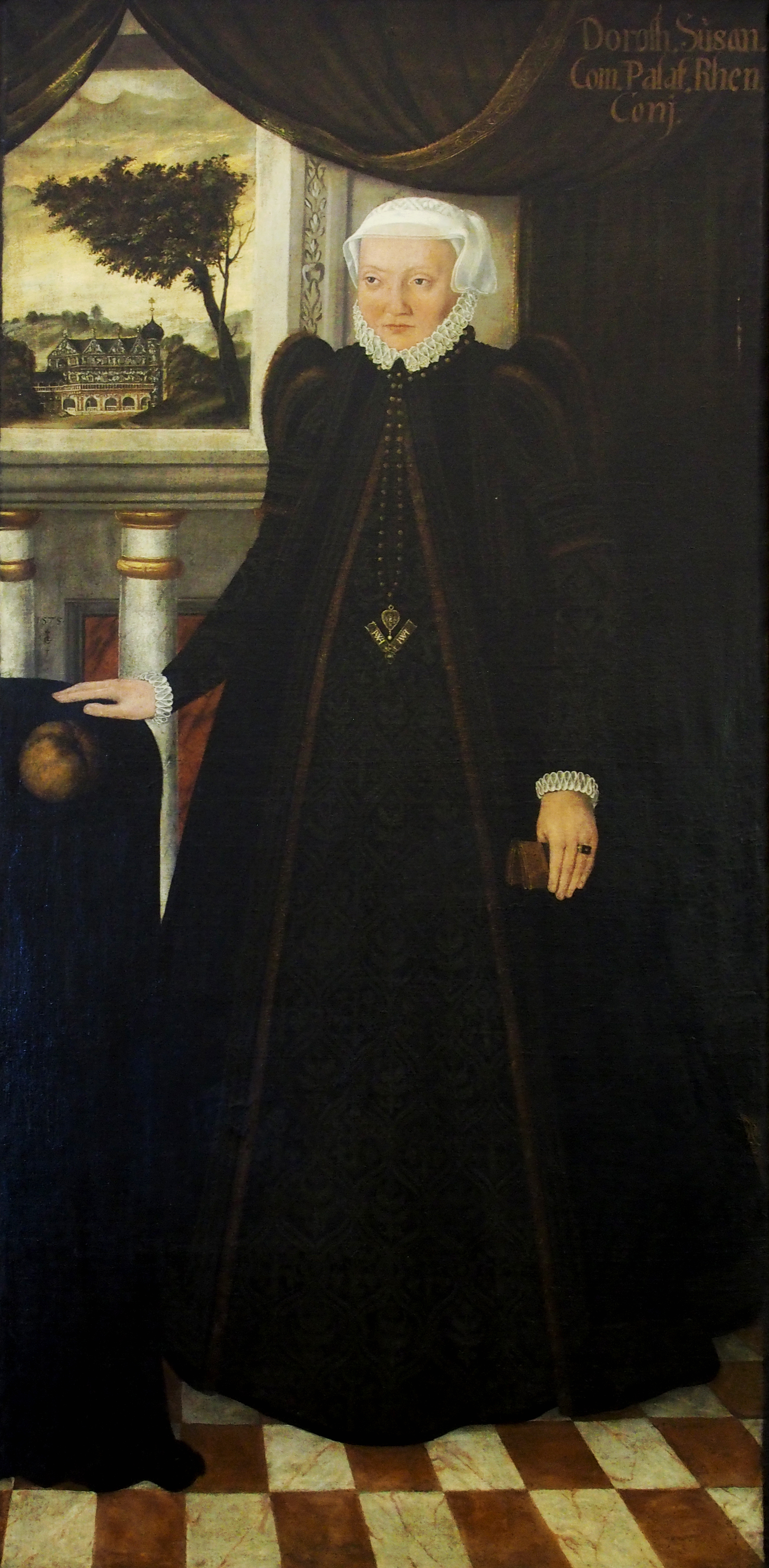
Herzogin Dorothea Susanna von Sachsen-Weimar, geb. Prinzessin von der Pfalz (Christoph Leutloff 1575)

## Leben
Dorothea Susanna war eine Tochter des Kurfürsten Friedrich III. von der Pfalz (1515–1576) aus dessen Ehe mit Marie (1519–1567), Tochter des Markgrafen Kasimir von Brandenburg-Kulmbach.

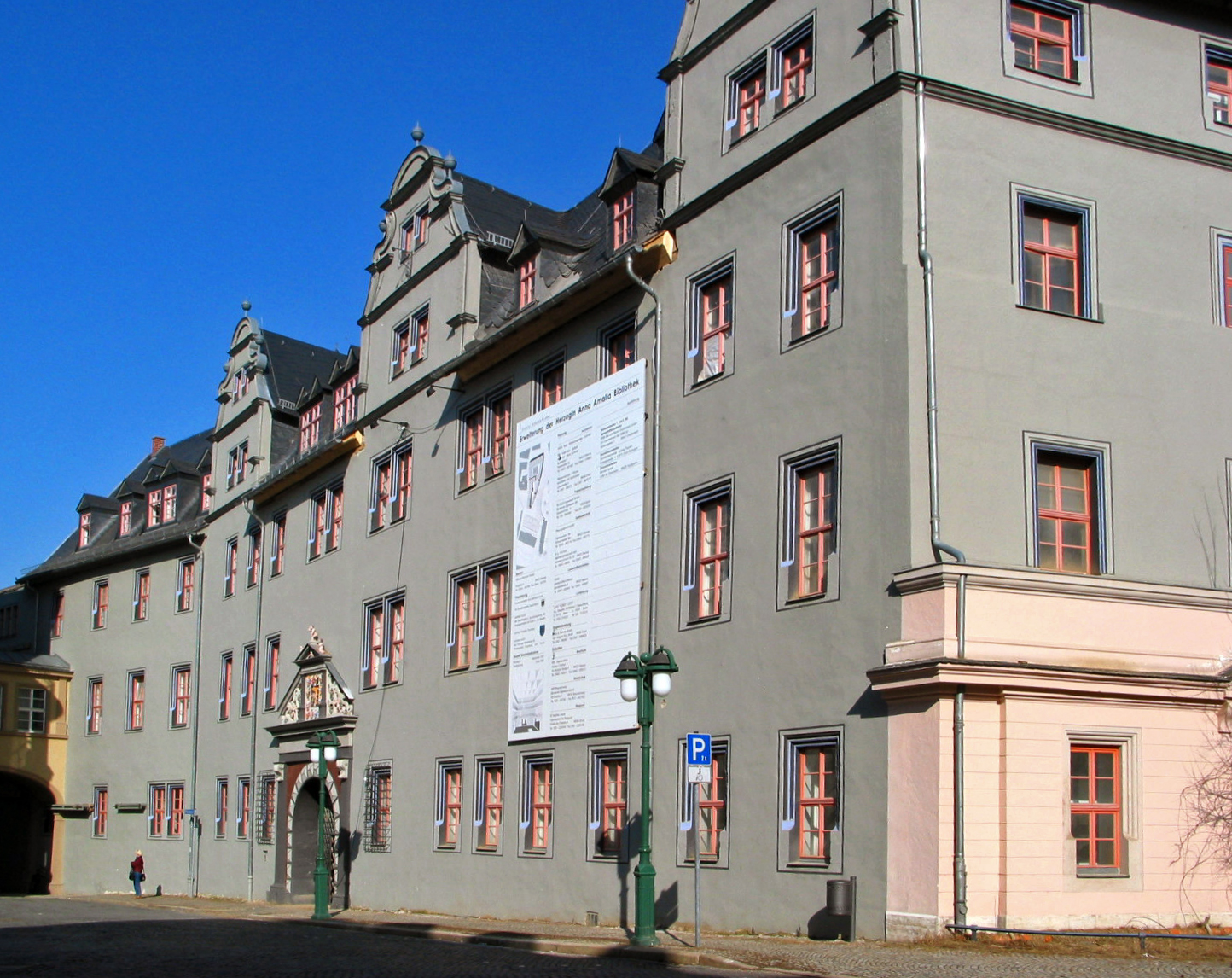
Das Rote Schloss in Weimar, der für Dorothea Susanne 1574 bis 1576 erbaute Witwensitz

Sie heiratete am 15. Juni 1560 in Heidelberg Herzog Johann Wilhelm I. von Sachsen-Weimar (1530–1573). Nach der Eheschließung residierte das Paar größtenteils in Weimar. Nach dem Tod ihres Mannes wurde Kurfürst August von Sachsen zum Vormund ihrer Kinder bestimmt, um die Kinder dem politischen, vor allem aber dem religiösen Einfluss ihrer Mutter zu entziehen. Der Witwe wurde außerdem ein neuer Wohnsitz außerhalb Weimars, das so genannte „Neue Haus“ zugewiesen. Später wurde das Rote Schloss in Weimar ihr Witwensitz, welches 1574 bis 1576 für sie errichtet worden war und an dessen Renaissanceportal ein Allianzwappen Dorothea Susannes und ihres Ehemanns angebracht ist. Die verwitwete Herzogin wandte sich 1581 schriftlich an ihre Brüder Ludwig und Johann Kasimir um beim Vormund ihres ältesten Sohnes, Kurfürst August in Dresden, die Verehelichung ihres ältesten Sohnes mit einer württembergischen Prinzessin zu fördern.
Dorothea Susanna wurde in der Stadtkirche St. Peter und Paul in Weimar bestattet; ihr Wahlspruch lautete Ich weiß, dass mein Erlöser lebt.

## Nachkommen
Aus ihrer Ehe hatte Dorothea Susanna folgende Kinder:
- Friedrich Wilhelm I. (1562–1602), Herzog von Sachsen-Altenburg

⚭ 1. 1583 Prinzessin Sophie von Württemberg (1563–1590)
⚭ 2. 1591 Pfalzgräfin Anna Maria von Neuburg (1575–1643)
- Sibylla Maria (1563–1569)
- Johann (1570–1605), Herzog von Sachsen-Weimar

⚭ 1593 Prinzessin Dorothea Maria von Anhalt (1574–1617)
- Maria (1571–1610), Äbtissin von Quedlinburg